# Joan Birman
Joan Sylvia Lyttle Birman (sinh ngày 30 tháng 5 năm 1927) là một nhà toán học người Mỹ chuyên ngành tô pô thấp chiều. Bà đã có đóng góp trong việc nghiên cứu nút thắt, đa tạp 3 chiều, nhóm lớp ánh xạ của bề mặt, lý thuyết nhóm hình học, hình học kết cấu và hệ thống động lực. Từ năm 1973 đến nay, bà giữ chức Giáo sư nghiên cứu Emerita tại Trường đại học Barnard thuộc Đại học Columbia.

## Đầu đời và giáo dục
Bà sinh ngày 30 tháng 5 năm 1927 tại Thành phố New York với tên khai sinh Joan Sylvia Lyttle, cha mẹ là George và Lillian Lyttle, cả hai đều là người gốc Do Thái. Cha đến từ Nga nhưng lớn lên ở Liverpool, Anh, mẹ sinh ra ở New York và ông bà ngoại là người nhập cư Nga-Ba Lan. Ở tuổi 17, George di cư vào Hoa Kỳ và trở thành một nhà sản xuất thời trang thành đạt. Ông quý trọng những cơ hội từ việc kinh doanh nhưng muốn các con gái mình tập trung vào việc học.
Sau giáo dục phổ thông, Birman theo học tại Trường đại học Swarthmore, một học viện đồng giáo dục ở Swarthmore, Pennsylvania, chuyên ngành toán học. Tuy nhiên, bà không thích ở ký túc xá nên đã chuyển đến một trường nữ sinh thuộc Đại học Columbia mang tên Trường đại học Barnard để có thể sống ở nhà.
Birman nhận bằng B.A. ngành toán học từ Trường đại học Barnard năm 1948 và bằng M.A. ngành vật lý học từ Đại học Columbia năm 1950. Sau khi làm trong ngành được 10 năm từ 1950 đến 1960, bà bắt đầu viết luận án Ph.D ngành toán học tại Viện Khoa học Toán học Courant (Đại học New York) dưới sự giám sát của Wilhelm Magnus và tốt nghiệp vào năm 1968. Luận án của bà có tiêu đề Braid groups and their relationship to mapping class groups (tạm dịch: Nhóm bện và mối liên hệ giữa chúng với nhóm lớp ánh xạ).

## Sự nghiệp
Chức vụ đầu tiên của bà là tại Viện Công nghệ Stevens (1968 – 1973). Năm 1969, bà giới thiệu về dãy chính xác Birman trong "On Braid Groups", đây là một trong những công cụ quan trọng nhất trong việc nghiên cứu các bện và bề mặt. Trong thời gian này, bà cũng xuất bản một chuyên khảo mang tên Braids, links, and mapping class groups dựa trên một khóa tốt nghiệp bà đã dạy tại Đại học Princeton trên vai trò là giáo sư thỉnh giảng từ năm 1971 đến 1972. Quyển sách được xem là cách giảng giải lý thuyết nện dễ hiểu đầu tiên, giới thiệu lý thuyết hiện đại với lĩnh vực và chứa chứng minh đầy đủ đầu tiên của định lý Markov.
Năm 1973, bà trở thàng giảng viên Trường đại học Barnard. Năm 1987, bà được Hiệp hội Toán học Phụ nữ bình chọn làm Giảng viên Noether; giải thưởng này vinh danh những phụ nữ có đóng góp nền móng và bền vững cho khoa học toán học. Bà được mời làm giáo sư thính giảng tại Viện Nghiên cứu Cao cấp Princeton vào mùa hè năm 1988. Bà cũng từng là Thành viên Hiệp hội Sloan (1974 – 1976) và Thành viên Hiệp hội Guggenheim (1994 – 1995). Năm 1990, bà quyên góp tiền để sáng lập Giải Toán học Ruth Lyttle Satter, đặt tên theo chị gái của bà là nhà khoa học sinh học Ruth Lyttle Satter (qua đời năm 1989). Năm 1996, bà đoạt Giải Chauvenet.. Năm 2005, bà được trao Giải thưởng Thị trưởng Thành phố New York cho Nghiên cứu Khoa học và Công nghệ Xuất sắc nhất.
Bà đã hướng dẫn luận án tiến sĩ cho 21 sinh viên và có tổng cộng 54 học giả là hậu duệ.
Năm 2017, bà thành lập Tình bằng hữu Joan và Joseph Birman cho các Học giả Nữ giới tại Hội Toán học Hoa Kỳ để giúp đỡ những phụ nữ trong sự nghiệp nghiên cứu toán học.

## Công trình
Công trình khoa học của Birman gồm 77 xuất bản phẩm nghiên cứu và 16 bài bình phẩm. Bà là tác giả của chuyên khảo nghiên cứu Braids, Links, and Mapping Class Groups.

## Công nhận
Năm 2012, bà là thành viên của Hội Toán học Hoa Kỳ. Hiệp hội Toán học Phụ nữ đã liệt kê bà trong danh sách thành viên năm 2020 vì "nghiên cứu đột phá của bà đã liên kết những lĩnh vực trái ngược và những bài bình phẩm xứng đáng đoạt giải; vì không ngừng ủng hộ phụ nữ trong toán học trên cương vị một nhà giáo tích cực và mẫu gương về nghiên cứu và tài trợ cho nhiều giải thưởng khác nhau cho phụ nữ".

## Đời tư
Bà có ba người con. Chồng sau của bà, Joseph Birman, là một nhà vật lý và một ủng hộ tiên khởi cho nhân quyền của các nhà khoa học.

## Tác phẩm tiêu biểu
- Birman, Joan S.; Hilden, Hugh M. (1973). "On Isotopies of Homeomorphisms of Riemann Surfaces". Annals of Mathematics. Quyển 97 số 3. tr. 424–439. doi:10.2307/1970830. JSTOR 1970830.
- "Heegaard splittings of branched coverings of 𝑆³". Transactions of the AMS. Quyển 213. 1975. tr. 315–352.
- Birman, Joan S.; Lubotzky, Alex; McCarthy, John (1983). "Abelian and solvable subgroups of the mapping class groups". Duke Mathematical Journal. Quyển 50 số 4. tr. 1107–1120. doi:10.1215/S0012-7094-83-05046-9.
- Birman, Joan S.; Williams, R.F. (1983). "Knotted periodic orbits in dynamical systems—I: Lorenz's equation". Topology. Quyển 22. tr. 47–82. doi:10.1016/0040-9383(83)90045-9.
- Birman, Joan S. (1985). "On the Jones polynomial of closed 3-braids". Inventiones Mathematicae. Quyển 81 số 2. tr. 287–294. doi:10.1007/BF01389053.
- Birman, Joan S.; Wenzl, Hans (1989). "Braids, link polynomials and a new algebra". Transactions of the AMS. Quyển 313. tr. 249–273. doi:10.1090/S0002-9947-1989-0992598-X.
- Birman, Joan S.; Menasco, William W. (1990). "Studying links via closed braids IV: composite links and split links". Inventiones Mathematicae. Quyển 102. tr. 115–139. arXiv:math/0407403. doi:10.1007/BF01233423.
- Birman, Joan S.; Lin, Xiao-Song (1993). "Knot polynomials and Vassiliev's invariants". Inventiones Mathematicae. Quyển 111. tr. 225–270. doi:10.1007/BF01231287.
- Birman, Joan; Ko, Ki Hyoung; Lee, Sang Jin (1998). "A New Approach to the Word and Conjugacy Problems in the Braid Groups". Advances in Mathematics. Quyển 139 số 2. tr. 322–353. arXiv:math/9712211. doi:10.1006/aima.1998.1761.
- Birman, Joan S.; Wrinkle, Nancy C. (2000). "On Transversally Simple Knots". Journal of Differential Geometry. Quyển 55 số 2. tr. 325–354. arXiv:math/9910170. doi:10.4310/jdg/1090340880.
- Birman, Joan S.; Ko, Ki Hyoung; Lee, Sang Jin (2001). "The Infimum, Supremum, and Geodesic Length of a Braid Conjugacy Class". Advances in Mathematics. Quyển 164. tr. 41–56. arXiv:math/0003125. doi:10.1006/aima.2001.2010.
- Birman, Joan; Margalit, Dan; Menasco, William (2016). "Efficient geodesics and an effective algorithm for distance in the complex of curves". Mathematische Annalen. Quyển 366 số 3–4. tr. 1253–1279. arXiv:1408.4133. doi:10.1007/s00208-015-1357-y.
- Braids, links and mapping class groups. Annals of Mathematical Studies. Princeton U. Press. 1975. ISBN 978-0691081496.[14]